# 玻璃副沙鯰
玻璃副沙鯰，為輻鰭魚綱鯰形目北非鯰科的其中一種，其种加词“pellucida”意为“透明的”。分布於非洲西部的淡水流域，體長可達15公分，棲息在底層水域，屬肉食性，以浮游生物及甲殼類為食，生活習性不明，可作為食用魚及觀賞魚。